# سلوط
سلوط هي قرية في مقاطعة نمين، إيران. يقدر عدد سكانها بـ 130 نسمة بحسب إحصاء 2016.